# Рождество (Фировский район)
Рождество́ — село в Фировском районе Тверской области. 

## География
Находится в 20 км к юго-западу от районного центра посёлка Фирово, на берегах реки Граничная, в 3 км от станции Баталино железнодорожной линии «Бологое— Великие Луки— Полоцк».

## История
Известно с XV века под названием Холуи, с XVIII века — село Рождество (по преданию, новое имя селу дала Екатерина II).
В середине XIX — начале XX века село центр Рождественской волости Валдайского уезда Новгородской губернии. По данным на 1909 год село Рождество имело 534 жителя при 82 дворах, кроме того здесь числятся: погост Рождество (51 житель), усадьба Рождество (господ Мельницких, 9 жителей), мельница (7 жителей). В соседней деревне Чёрная Грязь — 196 жителей при 37 дворах. В селе — волостное правление, квартира станового пристава, церковь, часовня, школа, больница, 7 мелочных и винная лавки, 2 постоялых двора; ярмарки 24 июля и 14 сентября.
В 1924—1927 годах село Рождество центр сельсовета Фировской волости Валдайского уезда. В августе 1927 году был образован Рождественский район в составе Боровичского округа Ленинградской области РСФСР с центром в селе Рождество. Село было райцентром до сентября 1931 года, когда Рождественский район был упразднён, а его территория в полном составе включена в Бологовский район. С 1935 года Рождество центр сельсовета Фировского района Калининской области.
В 1970—1980-х годах в селе центральная усадьба совхоза «Шлинский».
В 1996 году — 243 хозяйства, 663 жителя.

## Население
| 2010 |
| ---- |
| 477  |

## Предприятия
- ЛПК «Промышленный» — крупнейшее предприятие в посёлке, на долю которого приходится 30 % дохода бюджета.
- МУП Рождественский ДРСУ

## Известные уроженцы
Гуткина, Евгения Борисовна — искусствовед, контрабандистка, организатор преступной группы.